# Isoterma de Temkin
Las isotermas de Temkin son las isotermas de adsorción que presentan la siguiente forma:
{\displaystyle \theta =A\ln(BP)}
donde {\displaystyle A} y {\displaystyle B} son dos constantes empíricas. Fueron observadas experimentalmente por Temkin en 1940 que se dio cuenta de que los calores de adsorción disminuían más frecuentemente que aumentaban con el aumento de la cobertura.
Se utiliza para sistemas en los cuales la entalpía de adsorción es inversamente proporcional a {\displaystyle \theta }, es decir, decrece linealmente con {\displaystyle \theta }; este factor no se tiene en consideración en la isoterma de Langmuir.
La representación lineal de {\displaystyle \theta } frente {\displaystyle \ln P}:
{\displaystyle \theta =A\ln B+A\ln P}
permite calcular {\displaystyle A} de la pendiente de la recta y {\displaystyle B} de la ordenada en el origen.